# Bodo Mette
Bodo Mette (* 5. Februar 1921; † 8. Mai 1989) war ein deutscher Schauspieler.

## Leben
Mette war in den 1950er Jahren, unter anderem in Berlin und Potsdam, als Theaterschauspieler tätig. In der Spielzeit 1952/53 trat er bei der Freien Volksbühne Berlin im Theater am Kurfürstendamm an der Seite von Käthe Haack und Malte Jaeger in dem Schauspiel Hanneles Himmelfahrt von Gerhart Hauptmann auf.
Mette war in den 1950er Jahren Ensemblemitglied am Deutschen Theater Berlin. Zu seinen weiteren Bühnenrollen dort gehörten unter anderem Don Manrique in dem Schauspiel Das brennende Dorf (Das Dorf Fuente Ovejuna) von Lope de Vega (Spielzeit 1957/58, Regie: Wolfgang Heinz) und James in Die ehrbare Dirne von Jean-Paul Sartre (Spielzeit 1956/57).
Mette trat auch am Hans Otto Theater in Potsdam auf, so in der Spielzeit 1959/60 in dem Schauspiel Die Dorfstraße von Alfred Matusche. In der Spielzeit 1960/61 übernahm er dort den Grafen Bellair in dem Lustspiel Glücksritter von George Farquhar; eine Aufführung der Inszenierung wurde im Juni 1961 als Direktübertragung im Fernsehen der DDR ausgestrahlt.
Mette wirkte bei der DEFA auch in Kinofilmen mit. Nachgewiesen sind einige wenige Filmauftritte. In dem Kurz-Dokumentarfilm Signal in der Nacht, einer Dokumentation über die Arbeit der Deutschen Grenzpolizei, war er als Darsteller zu sehen.
In dem DEFA-Märchenfilm Das Zaubermännchen (1960), einer Verfilmung des Märchens Rumpelstilzchen, übernahm Mette die dramaturgisch nicht unwichtige Rolle des königlichen Schatzmeisters. Die Verfilmung basierte auf einer erfolgreichen Theater-Inszenierung des Märchens Rumpelstilzchen am Hans Otto Theater in Potsdam; in der Bühnenfassung hatte Mette ebenfalls den Schatzmeister gespielt.
In dem ebenfalls bei der DEFA entstandenen Musikfilm Die schöne Lurette, einer Verfilmung nach Motiven der gleichnamige Operette von Jacques Offenbach verkörperte Mette die Rolle des Parisers Cigogne.

## Filmografie (Auswahl)
- 1958: Der Fall Jörns[14] (Fernsehfilm, Fernsehen der DDR)
- 1959: Signal in der Nacht
- 1959: Maria Stuart (Studioaufzeichnung)
- 1960: Das Zaubermännchen
- 1960: Die schöne Lurette
- 1961: Glücksritter (Theateraufzeichnung, Fernsehen der DDR)